# Leonie Tepe
Pour les articles homonymes, voir Tepe.
Leonie Katarina Tepe, née le 12 septembre 1995 à Cologne (Rhénanie-du-Nord-Westphalie), est une jeune actrice allemande.
Son premier rôle était dans la version cinématographique de Taco-und-Kaninchen-Kinderkrimis (Tacos-et-enfants-lapins-fiction) de Amelie Fried et Peter Probst. Elle a aussi joué dans le remake de crocodiles (Vorstadtkrokodile), et dans les deux films qui ont suivi celui-ci, Vorstadtkrokodile 2 et Vorstadtkrokodile 3. Elle a également incarné de plus petits rôles notamment dans Accrochez-vous, Paul! et (de)SOKO Köln. De plus, dans le vidéo-clip de la chanson Superhelden (la chanson thème de Vorstadtkrokodile) du jeune groupe allemand Apollo 3, elle a été l'actrice principale.

## Filmographie

### À la télévision
- 2007 : Accrochez-vous, Paul!
- 2007 : SOKO Köln
- 2008 : Taco und Kaninchen – Plus jamais l'école
- 2008 : Taco und Kaninchen – La malédiction du ravisseur
- 2011 : Großstadtrevier – Réunion de classe
- 2012 : Pastewka – La masseuse

### Au cinéma
- 2009 : Vorstadtkrokodile : Maria
- 2010 : Vorstadtkrokodile 2 : Maria
- 2011 : Vorstadtkrokodile 3 : Maria

## Liens Internet
- (en) Leonie Tepe dans l'Internet Movie Database